# Язловчик
Язло́вчик (укр. Язлівчик) — село в Бродовской городской общине Золочевского района Львовской области Украины. Находится в 4 км по автодорогам к северу от города Броды.

## История
Впервые упоминается в 1565 году.
В середине XIX века село округа Броды края Золочев Галиции.
По переписи 1880 года в селе проживало 528 человек и 12 около него; среди них 58 римских католиков и 382 греческих, имелись православная церковь и школа. Селу принадлежало 523 морга пашни, 265 моргов лугов и садов, 48 моргов пастбищ и 18 — леса.
К началу Второй Мировой Войны село входило в состав гмины Конюшков Бродовского повята Тарнопольского воеводства Польши.
В 1939 году в селе проживало около 690 человек, в том числе 620 украинцев, 60 латинников, по 5 поляков и евреев.
В том же году село вошло в состав Львовской области УССР, в 1968 году — в составе Конюшковского сельсовета.
К 1978 году центр сельсовета был перенесен в Язловчик, в котором в то время проживало 446 человек в 123 дворах. Здесь находилась центральная усадьба колхоза им. Кирова, за которым было закреплено 3305 га сельскохозяйственных угодий, в том числе 2034 га пашни. В селе действовали клуб с залом на 120 мест, библиотека с книжным фондом 1,5 тысячи экземпляров, медицинский пункт, сельмаг, кафе.
В 1989 году население составляло 384 человека (180 мужчин, 204 женщины).
По переписи 2001 года население составляло 391 человек, почти все (99,49 %) назвали родным языком украинский, 2 человека (0,51 %) — русский. В 2024 году население составляло 358 человек.
Имеются фельдшерско-акушерский пункт, народный дом общества «Просвита», библиотека.

## Достопримечательности
- Церковь архангела Михаила. Деревянная церковь построена в 1744 году, разрушена во время Первой мировой войны. В 1920-е годы сооружена временная часовня, на месте которой в 1936 году построена каменная церковь, принадлежавшая до последнего времени УПЦ КП[9].

- Деревянная римско-католическая часовня (костелик), построенная в 1936—37 годах, в 2012 году была разобрана и перевезена во Львов.